# Pterostichus cubensis
Pterostichus cubensis är en skalbaggsart som beskrevs av Darlington. Pterostichus cubensis ingår i släktet Pterostichus och familjen jordlöpare. Inga underarter finns listade i Catalogue of Life.